# Пузанок каспійський
Пузанок каспійський (Alosa caspia) — риба родини Оселедцевих (Clupeidae). Поширений у Чорному, Азовському і Каспійському морях. 

## Поширення
Поширений у Каспійському морі, інтродукований у Чорному і Азовському морях.  

## Охорона
На більшій частині ареалу стан природних популяцій виду залишається більш-менш стабільним. Саме тому він, згідно Червоного списку МСОП, отримав охоронну категорію «відносно благополучний вид». Але в окремих регіонах спостерігається тенденція до зниження чисельності популяції виду. Тому пузанок каспійський занесений до Директиви Європейського Союзу 92/43/ЄС «Про збереження природних оселищ та видів природної фауни і флори» (Додаток II. Види рослин і тварин, що становлять особливий інтерес для Європейського Союзу, збереження яких потребує створення територій особливої охорони).

## Систематика
Поділяється на три підвиди:
- Alosa caspia caspia Eichwald, 1838) — Чорне море, Азовське море, Каспійське море
- Alosa caspia knipowitschi (Iljin, 1927) — Каспійське море
- Alosa caspia persica (Iljin, 1927) — Каспійське море